# Johanna Maria
Johanna Maria – miasto oraz okręg (ressorten) w dystrykcie Coronie, w Surinamie. Według danych na rok 2012 miasto zamieszkiwało 648 osób, a gęstość zaludnienia wyniosła 0,4 os./km².

## Demografia
Ludność historyczna:
| Rok                           | 2004 | 2012 |
| ----------------------------- | ---- | ---- |
| Ludność                       | 598  | 648  |
| Gęstość zaludnienia os./km²   | 0,3  | 0,4  |
| Roczna zmiana liczby ludności | 1%   | 1%   |

## Klimat
Średnia temperatura wynosi 24°C.Najcieplejszym miesiącem jest marzec (26°C), a najzimniejszym miesiącem jest czerwiec (22 °C). Średnie opady wynoszą 2089 milimetrów rocznie. Najbardziej wilgotnym miesiącem jest maj (335 milimetrów deszczu), a najbardziej suchym miesiącem jest wrzesień (55 milimetrów deszczu).